# Desert de Chihuahua
El Desert de Chihuahua és un desert, i una ecoregió que ocupa des del sud dels Estats Units fins al centre de l'altiplà de Mèxic, vorejat a l'oest per la serralada de la Sierra Madre Occidental amb trossos de la Sierra Madre Oriental. Als Estats Units ocupa zones de Nou Mèxic, Texas a l'oest del riu Pecos i sud-est d'Arizona; al sud de la frontera cobreix la meitat de l'estat mexicà de Chihuahua, la majoria del de Coahuila de Zaragoza, un tros del nord-est de Durango, l'extrem nord de Zacatecas i una petita zona de Nuevo León. Ocupa una superfície de 362.000 km².

## Geografia
Es tracta d'una conca de drenatge interrompuda per nombroses serralades. Dins del desert les zones altes són més humides i hi ha arbredes i fins i tot boscos de coníferes i d'arbres planifolis.
El desert de Chihuahua està més elevat que el Desert de Sonora a l'oest, principalment varia entre 600 i 1675 m d'altitud. Per tant, a l'estiu no hi fa tanta calor amb temperatures màximes diàries de 35 a 40 °C. L'hivern varia de relativament suau a bastant fred. Les precipitacions són una mica més abundants que a la Gran Conca, el desert de Sonora i el Desert de Mojave però amb menys de 254 mm anuals, amb molta de la pluja pel "monsó" de finals d'estiu. La precipitació es troba en el marge de 150 a 400 mm. Una tercera part de la zona rep entre 225 i 27 mm. Les nevades són rares excepte a les grans alçades de les muntanyes.
D'acord amb el World Wide Fund for Nature, el desert de Chihuahua podria ser el desert amb més biodiversitat del món. El llop mexicà abans abundant, ha estat erradicat. La sobrepastura és la principal causa de degradació.

## Vegetació
Hi ha moltes espècies de plantes adaptades a la sequedat com Agave, Larrea tridentata, Agave lechuguilla, mesquite, ocotillo, Opuntia, Dasylirion wheeleri, Yucca, herbàcies i peiot.

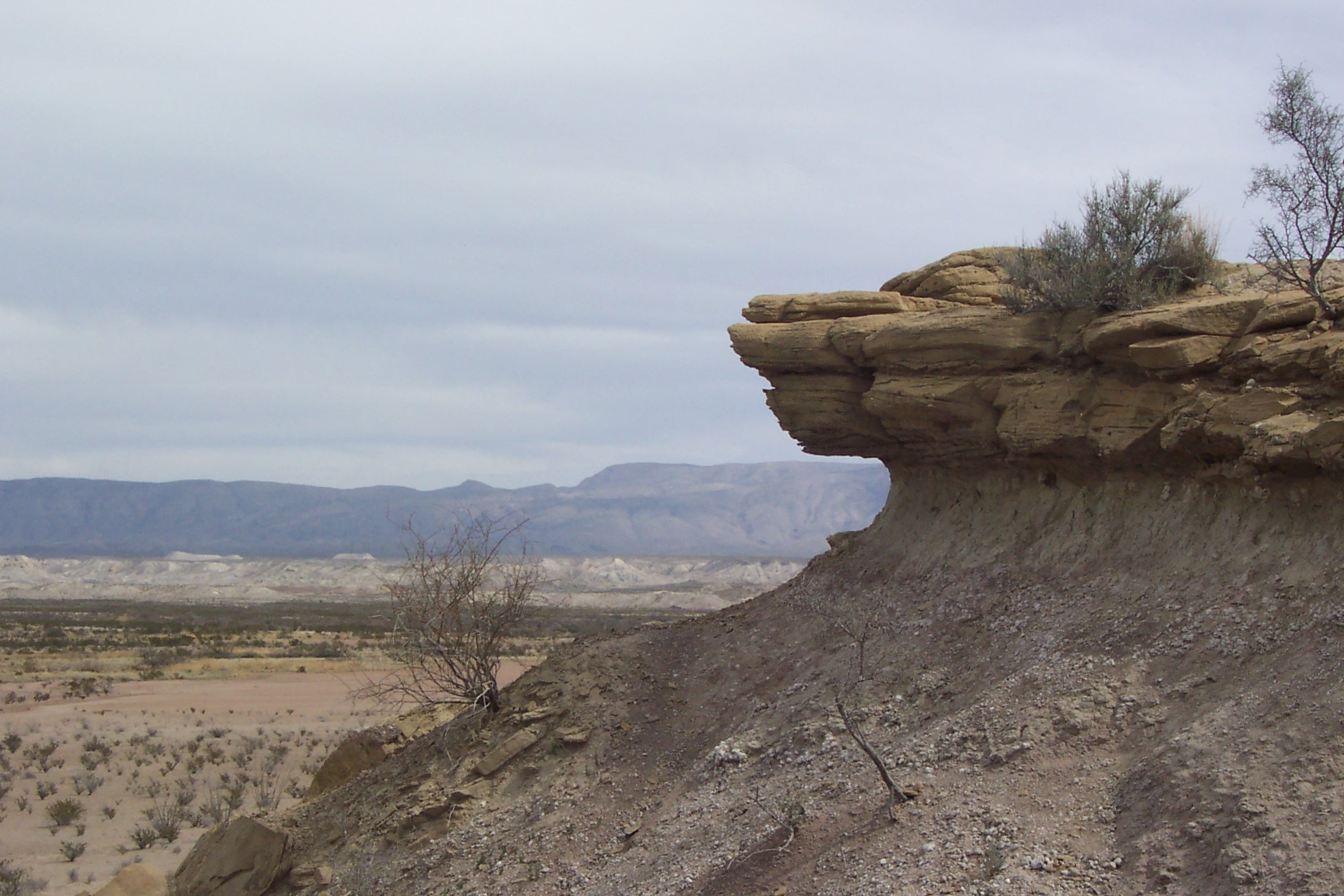
Formacions rocoses al Desert de Chihuahua
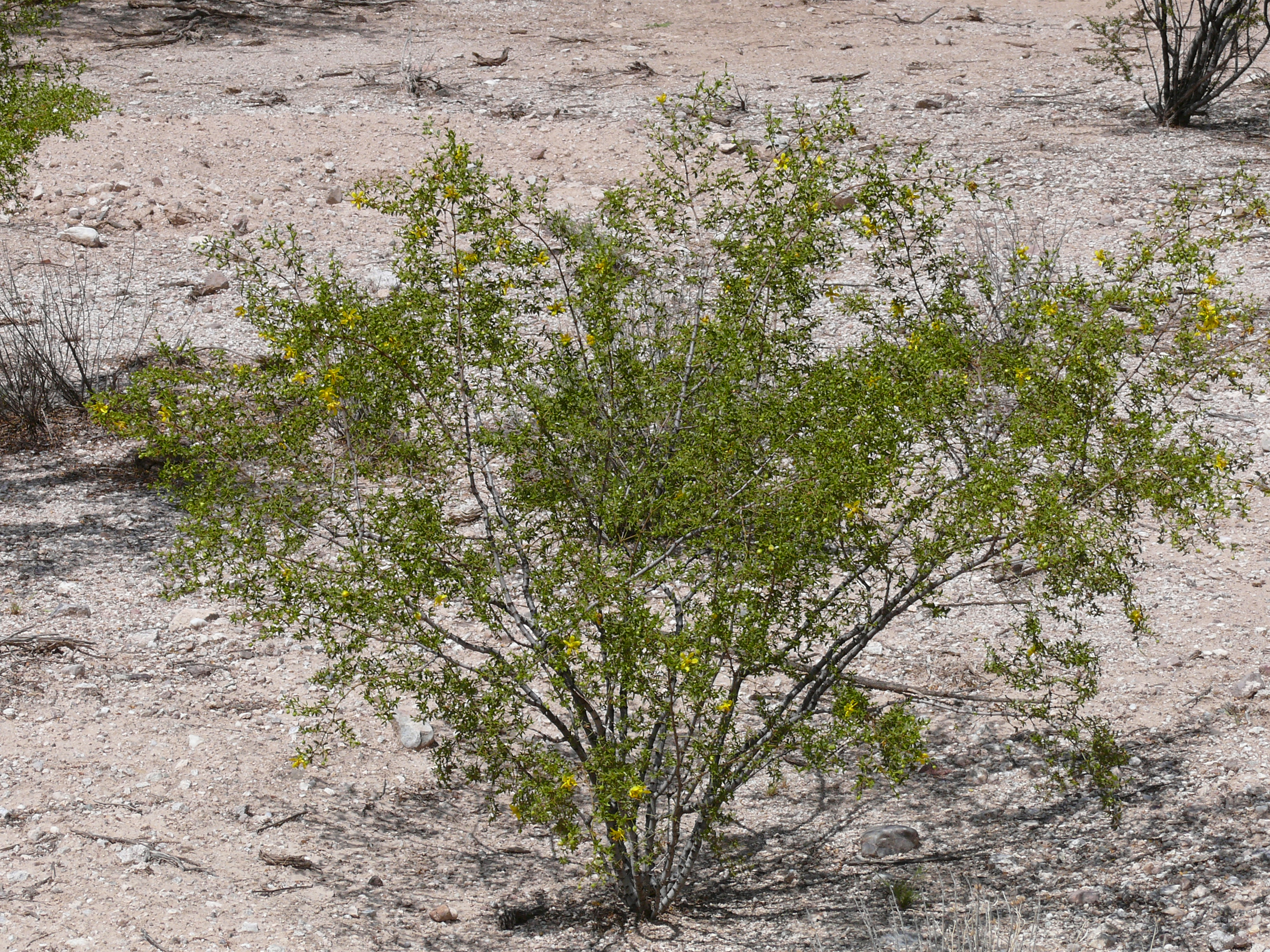
(Larrea tridentata)
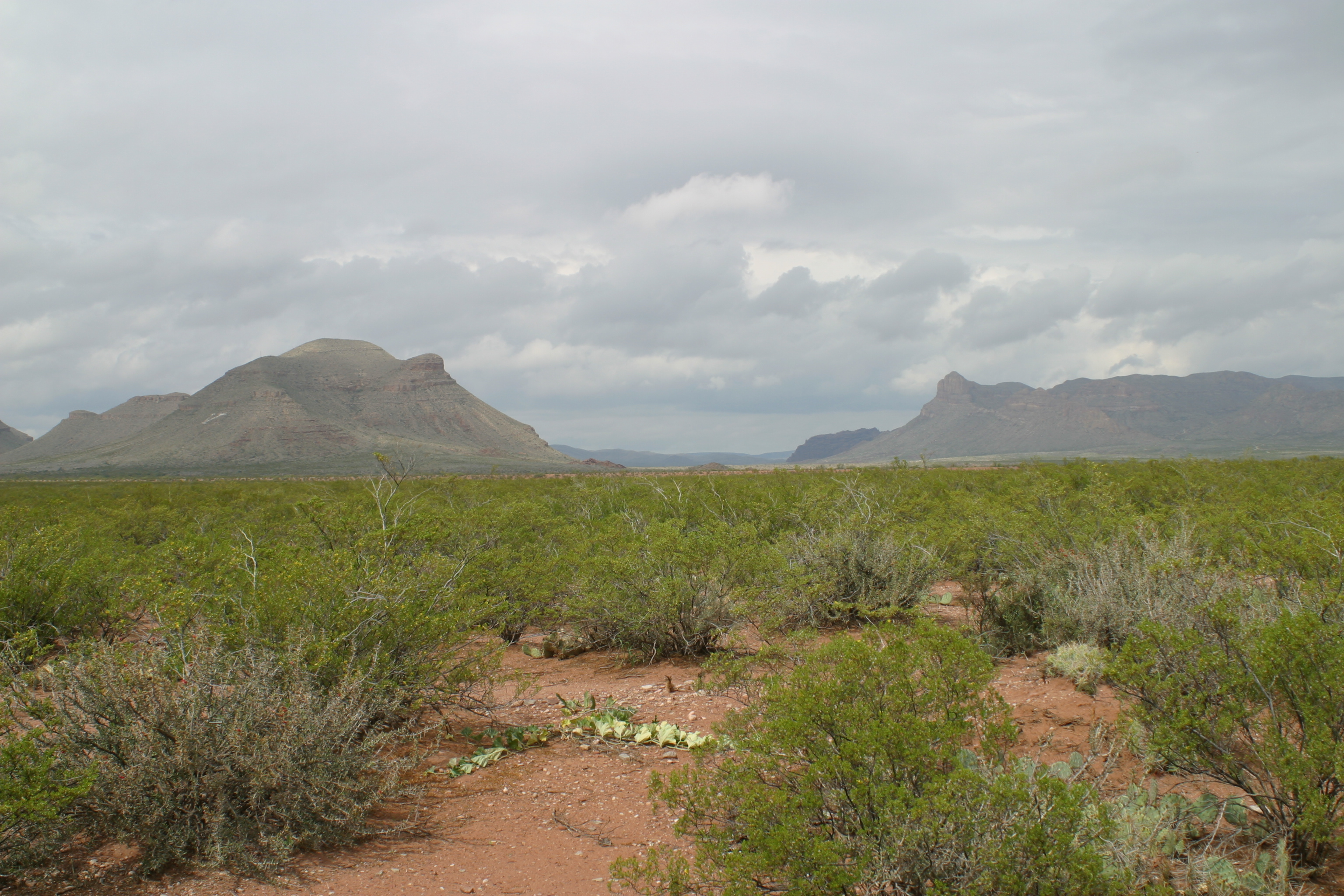
Yucca, larrea tridentata, i Mesquite tipifiquen les plantes d'aquest desert
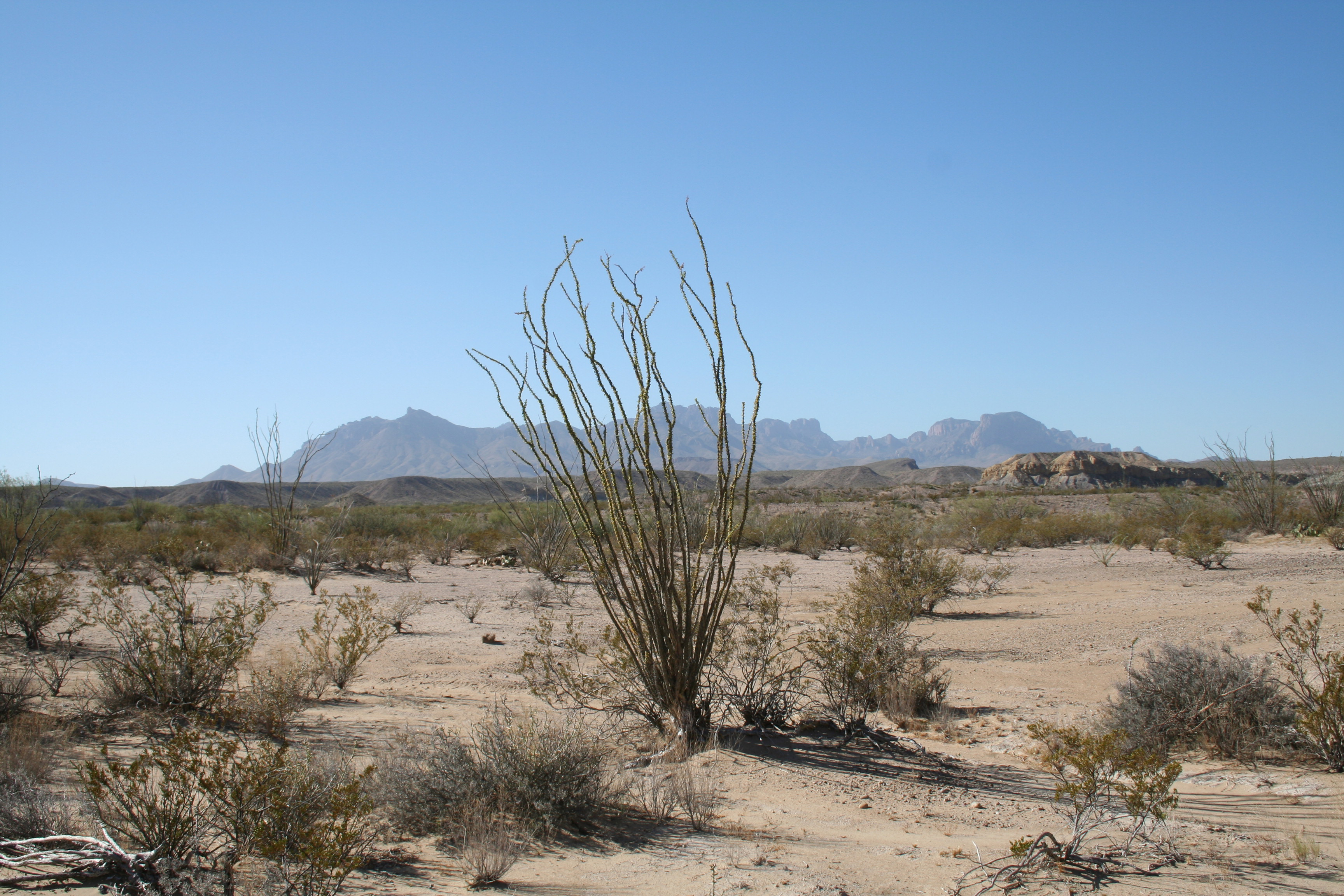
Ocotillo una planta del desert